# Desargues (cràter)
Desargues és un antic cràter d'impacte que es troba prop de l'extremitat nord de la Lluna, en l'hemisferi occidental, gairebé al sud del cràter Pascal i al sud-est de Brianchon. La proximitat d'aquest cràter a l'extremitat significa que apareix molt allargat a causa de l'escorç, i és difícil destriar els seus detalls des de la Terra.
Aquesta formació ha estat erosionada i degradada significativament amb el pas del temps, deixant una vora baixa i irregular que ha estat reconfigurada per impactes posteriors. El brocal presenta una inflor notable al nord-est, i un altre menor en el costat sud. Aquest últim es mostra com la petjada en la superfície d'un palimpsest que recobreix la vora sud, amb un romanent del seu bord nord en el sòl del cràter.
La inflor situada al nord-est ha deixat un romanent del seu origen en el sòl del cràter, com una sèrie de pujols baixos que s'estenen des del nord i el sud-est. Aquests tanquen la tercera part de la planta situada al nord-est, i són indicatius d'una formació de cràters de superposició. Desargues està cobert al seu torn per un parell de cràters que es troben en la vora oriental.
El sòl del cràter està a nivell i molt probablement ha estat reconstruït per fluxos de lava posteriors, o per dipòsits de replegament i de materials ejectats, que van esborrar l'estructura original de l'interior, deixant rastres de crestes on han romàs sota les vores dels cràters. Altres cràters menors s'insereixen en el brocal, amb Desargues M formant una protuberància en el bord sud i Desargues A recobrint el bord nord.

## Cràters satèl·lit
Per convenció aquests elements són identificats en els mapes lunars posant la lletra en el costat del punt central del cràter que està més prop de Desargues.
|           | \| Desargues \| Coordenades \| Diàmetre \| \| --------- \| ------------------------------------ \| -------- \| \| A \| 71° 24′ N, 75° 18′ O / 71.4°N,75.3°O \| 30 km \| \| B \| 70° 42′ N, 65° 00′ O / 70.7°N,65.0°O \| 50 km \| \| C \| 69° 42′ N, 78° 24′ O / 69.7°N,78.4°O \| 12 km \| \| D \| 69° 18′ N, 69° 36′ O / 69.3°N,69.6°O \| 11 km \| \| E \| 70° 12′ N, 67° 24′ O / 70.2°N,67.4°O \| 31 km \| \| K \| 68° 30′ N, 67° 12′ O / 68.5°N,67.2°O \| 10 km \| \| L \| 69° 36′ N, 82° 12′ O / 69.6°N,82.2°O \| 13 km \| \| M \| 68° 24′ N, 73° 54′ O / 68.4°N,73.9°O \| 30 km \| |          |
| Desargues | Coordenades | Diàmetre |
| A         | 71° 24′ N, 75° 18′ O / 71.4°N,75.3°O | 30 km    |
| B         | 70° 42′ N, 65° 00′ O / 70.7°N,65.0°O | 50 km    |
| C         | 69° 42′ N, 78° 24′ O / 69.7°N,78.4°O | 12 km    |
| D         | 69° 18′ N, 69° 36′ O / 69.3°N,69.6°O | 11 km    |
| E         | 70° 12′ N, 67° 24′ O / 70.2°N,67.4°O | 31 km    |
| K         | 68° 30′ N, 67° 12′ O / 68.5°N,67.2°O | 10 km    |
| L         | 69° 36′ N, 82° 12′ O / 69.6°N,82.2°O | 13 km    |
| M         | 68° 24′ N, 73° 54′ O / 68.4°N,73.9°O | 30 km    |